# Sailly-en-Ostrevent
Sailly-en-Ostrevent település Franciaországban, Pas-de-Calais megyében. Lakosainak száma 667 fő (2022. január 1.). Sailly-en-Ostrevent Vitry-en-Artois, Biache-Saint-Vaast, Boiry-Notre-Dame, Étaing, Éterpigny, Hamblain-les-Prés, Noyelles-sous-Bellonne, Rémy és Tortequesne községekkel határos.

## Népesség
A település népessége az elmúlt években az alábbi módon változott:
| Lakosok száma | 715  | 720  | 738  | 722  | 705  | 689  | 672  | 672  | 667  |
|               | 2013 | 2015 | 2016 | 2017 | 2018 | 2019 | 2020 | 2021 | 2022 |